# Alfredo Alcala
Pour les articles homonymes, voir Alcala.
Alfredo Alcala (né le 23 août 1925 à Talisay City et mort le 8 avril 2000 à Los Angeles) est un dessinateur de bande dessinée philippin. Les principales séries auxquelles il a contribué sont Conan et Swamp Thing, avant tout comme encreur.

## Biographie
En 1948, Alfredo Alcala publie ses premiers travaux dans Bituin Komiks, un comic book philippin. La même année, il se met à travailler pour Ace Publications, éditeur de comic books et alors principal éditeur de bande dessinée aux Philippines. Il y conçoit Filipino Komiks, Tagalog Klassiks, Espesial Komiks et Hiwaga Komiks, dans lesquels il aborde des thèmes variés, du récit de science-fiction au récit sentimental. Sa renommée s'étend, et une publication à son nom est créée (Alcala Komix Magazine).
En 1963, il crée le comic strip Voltar, qui lui vaut plusieurs prix de science-fiction aux États-Unis dans les années 1970. En 1970 il émigre aux États-Unis Il est recruté en 1972 par DC Comics, pour illustrer des titres fantastiques ou d'horreur. En 1974, il se met également à travailler pour Marvel Comics. Il participe ainsi à la série Captain Marvel. En 1977, il reprend le graphisme du western parodique Rick O'Shay, scénarisé par Marion Dern et publié dans le Chicago Tribune, avant de céder la place à Mel Keefer quelques mois plus tard.
Jusqu'à la fin de sa carrière professionnelle en 1997, il continue à travailler sur des séries très diverses, composant une œuvre « des plus éclectiques ».

## Principales contributions
- Unexpected, 13 contributions, DC, 1972-1979.
- House of Secrets, 12 contributions, DC, 1972-1974.
- Ghosts, 12 contributions, DC, 1972-1977.
- Weird War Tales, 17 contributions, DC, 1972-1979.
- House of Mystery, 14 participations, DC, 1972-1978.
- The Savage Sword of Conan (encrage), 21 contributions, Marvel, 1981-1991.
- The Rampaging Hulk (en) (encrage), 15 contributions, Marvel, 1977-1981.
- The Savage Sword of Conan, 7 contributions, Marvel, 1980-1994.
- Arak, Son of Thunder (en) (encrage) no 10-25, DC, 1981-1984.
- Conan the Barbarian no 137, Marvel, 1982.
- Swamp Thing (encrage) no 30, 41, 45, 49, 51-52, 54-59, 61-85, 90-93 et 95-101, DC, 1984-1990.
- Conan the Barbarian (encrage) no 209-219 et 223, Marvel, 1988-1989.
- Conan the Barbarian no 225, Marvel, 1989.
- Classic Star Wars: Han Solo at Stars' End no 1-3, Dark Horse, 1997.

## Récompenses
- Inkpot Award 1977.